# Peter Rätz
Peter Rätz, född 1965, har blivit känd för att han under nio års tid ska ha varit infiltratör åt svenska polisen inom bland andra Bandidos och Hells Angels.

## Biografi
Peter Rätz har berättat sin historia om livet som infiltratör i en intervjubok skriven av Dick Sundevall 2009. Delar av de påståenden som framförs i boken har tillbakavisats av journalisten Gubb Jan Stigson på tidningen Dalademokraten, vilken var den som avslöjade Peter Rätz identitet. Följden av avslöjandet blev att de kriminella organisationer Rätz spionerade på satte ett pris på hans huvud, och att han sedan dess har levt på flykt och hemlig ort, enligt SVT:s dokumentärserie Infiltratören (2021).
Rätz värvades enligt egen uppgift av polisen år 1995 då han arbetade på en krog i centrala Stockholm. Hans uppdrag var att vinna förtroende hos kriminella och infiltrera deras organisationer. Han var enligt intervjuboken medlem av, eller hade nära kontakter med, bland andra Bandidos, Brödraskapet och Hells Angels.
Han fick kunskap om grov brottslighet och rapporterade till sina kontaktmän på polisen. När hans riktiga identitet blev känd blev han hotad till livet och flyttade utomlands. Efter att han blivit avslöjad försökte polisen, enligt Sundevall, skapa bilden av att han omkommit under tsunamikatastrofen 2004.
Peter Rätz har stått som förebild för rollfiguren Frank Wagner i filmerna om Johan Falk.